# 多田徳雄
多田 徳雄（ただ とくお、1889年2月15日 - 1976年10月4日）は、草創期の日本のバレーボール普及に最も尽力したバレーボール選手、指導者。バレーボール日本男子代表初代監督。広島県安芸郡仁保島村（現南区仁保）生まれ。

## 来歴

### 日本のバレーボール黎明期
1909年に広島師範学校（現：広島大学）に教師として着任した「広島スポーツの父」河津彦四郎（河津憲太郎の父）は、陸上・水泳・球技に通じた万能選手で、同校在学中に河津の教えを受けた多田もまた万能選手であり、陸上、柔道、水泳、野球などをした。水泳は第一人者と呼ばれ、野球は豪速球投手、柔道は当時は少ない初段の腕前であった。1911年、同校卒業後、広島市内の中島小学校（現中区）教員となり、県下各地を巡回指導し、陸上競技の普及振興に尽力した。また各学校の教員を集めバレーボールの講習会を開いた。
1918年4月、広島の西練兵場で大阪朝日新聞社広島通信部が主催となって女学生の陸上競技大会
が開かれ、競技種目中に始めてバレーボールも加えられて試合が行われた。これは日本における初めてのバレーボール試合であり、日本で最初に行われた女子の公式戦といわれる。
1919年、マニラで行われた第4回極東選手権競技大会（以下極東選手権）に水泳・陸上両種目の日本代表（全日本）として参加（バレーボールは派遣費用の関係で不参加）。この大会で外国選手のバレーボールのプレーを見て更にバレーボールに熱中。帰国後、中国新聞に『バレーボールとは』のタイトルで連載をしている。多田を中心に教師から子供達へバレーボールの輪は広がり、広島は兵庫と並ぶ日本のバレーボールのメッカとなった。また1919年、呉市教員の水野寅一、池田勇が多田が講師を務めた広島県下排球講習会に参加。これが呉でのバレーボール発祥といわれ、水野らによる呉地区のバレーボール普及は1922年、日本の実業団バレーボールチーム第1号・呉工廠排球チームの誕生、及び呉工廠バレーボール黄金時代に繋がった。
1920年、アントワープ五輪一次予選のやり投で日本新記録を出したものの世界標準記録に及ばず、出場は見送られ、オリンピック出場はならなかった。

### 日本初のバレー専門チーム
同1920年4月、招かれて神戸高等商業学校（現神戸大学、以下神戸高商）に移り、それまで女子スポーツとされていたバレーボールを、男子のスポーツとして取り上げ、学生中の有志を集めて、日本初の純然たるバレーボール部を結成し監督に就任、本格的にバレーボールに取り組み同校を最強チームに育てた。

### 初代全日本監督に就任
1922年から始まった第1回全日本排球選手権大会（全日本選手権、男子のみ）で、バスケットボール選手が含まれていた横浜YMCAを破り優勝。この大会は、当時唯一の国際大会である極東選手権に出場する全日本チームを決定していたが、毎回他のチームを寄せ付けず、第6回（1923年）～第9回（1930年）極東選手権に全日本チームとしても参加（第9回も神戸高商を中心としたピックアップチーム）。この全ての大会で監督を務めた。第6回大会以前の全日本は、バスケットボール選手などが混ざるチームで、多田の率いた第6回大会の神戸高商が、初めてのバレーボール専門選手となるため、初代のバレーボール全日本(男子)監督となる。神戸高商は国内では無敵で1920年～1932年と呉水雷倶楽部（呉工廠排球チーム）に敗れるまで10年間にわたる黄金時代を続けて、第6回から極東選手権はほとんど神戸高商の選手で占められた。多田は文部省や新聞社の要請に応じ、東京から鹿児島に至る29都道府県を巡回指導。バレーボールの普及、技術の向上、指導者養成に尽力。西川政一や高橋哲雄ら、黎明期のバレーボール指導者は多田から直接間接的に指導を受けている。
この頃日本のバレーボールは、前衛の選手がわずかにジャンプする程度で、その他の選手は平凡なボールを相手方に打ち返すのみであったが、1923年に大阪で行われた第6回極東選手権に於いて惨敗はしたものの、多田は、フィリピン・中国の選手がネット付近で直上にトスしたボールを中衛が高くジャンプし、全身の力で打ち込むスマッシング（スパイク）が攻撃の奥義であると認識した。また指を使ったパスを自チームに取り入れる等、バレーボール技術の吸収に努め、次第に高度な技術や戦法をマスターしていった。神戸高商は国内では相手に1セットも落とすことはなく全日本9連覇通算10回優勝、多田は試合後に相手チームを指導する程のバレーボール黎明期最初の強豪チームを作り上げた。日本のバレーボールは神戸高商に源を発す。

### 関西排球協会の設立
1925年5月「関東排球協会」の設立に続いて同年11月、多田の肝いりで、神戸高商の教え子、西川政一、渡辺逸郎、若林昌之助、山中一郎らと「関西排球協会」を設立、会長・代表理事としてその運営に尽力した。関西協会は組織的に強固で、同月ただちに第1回関西男子選手権大会を開催、翌1926年、関西女子選手権を開催し活発な動きを示した。
1926年から、全国中等排球選手権大会を神戸高商で主催。出場した選手が後年、各地の指導者に成長したのを始め、名古屋の八高や地方の専門学校なども中学大会をもつようになった。中学校のレベルは一躍向上してこの中から坂上光男や長崎重芳など、のちの全日本選手が数多く生まれた、また自ら講師としても朝日新聞社主催の運動講習会に各県をあるき、バレーボールを国内に伝える大きな役割を果した。日本女子初の国際試合である第6回極東選手権（1923年）に出場した姫路高女は多田が指導した。こうした多田の指導は、この頃12人制になっていたバレーボールの競技スポーツとしての活性化に貢献し、1925年に9人制が始まる契機ともなった。

### 大日本排球協会創立に尽力
1927年第8回極東選手権の予選会は大日本体育協会（日本体育協会）が行うと発表した。このため、多田（関西排球協会代表理事）は、体協の薬師寺主事に統括団体設立の意思あることを述べ、とりあえず全日本予選を大阪で開催すること、この大会を日本体育協会主催で関西排球協会後援として一任することを上京して直接交渉した。その結果、関東、東海、関西の3地区で予選を行い、その決勝を大阪で行うことを決めた。このときに統括団体の必要が切実に考えられ、多田は薬師寺体協主事、柳田享、坂本郵次の3氏と会合し、統括機関の設立を協議することにした。これによって大日本排球協会（日本バレーボール協会）暫定会則が起草され、その後も折衝を重ねて1927年7月、大日本排球協会創立に発展させた。会長・副会長は欠員として多田は筆頭理事となり、大日本体育協会協会に加盟、神戸に本部を置いた。同年、大日本体育協会の改組・新発足ではバレーボール界、唯一の理事に就任している。
極東選手権には陸上・バレーボール選手、役員として六回連続参加。神戸高商では数多くのバレーボールの名選手を育て、また初めての技術書「女子のバレーボール」等の著書を記し、日本バレーボールの草分けとして大きな功績を残した。
神戸高商には1955年まで在籍し、翌1956年広島に帰郷。安田学園に招かれ長らく体育を教え、安田女子大学のバレーボール部長、安田女子短期大学教授を勤めて1976年、87歳で亡くなった。

## 受賞歴
- 1970年、文部大臣賞
- 1971年、勲五等双光旭日章

## 著作
- ヴァレーボール（三津野運動具店）1923年
- 小學校に於ける競技之實際（琴平町都村有為堂）1923年8月
- 排球競技法（学校体育文庫第十巻）1931年
- アルス運動大講座 第1～12巻（アルス）1926年～1929年、共同
- 近代デジタルライブラリー - Yamamoto official volley ball score book1926年